# Сражение при Лингёре
Сражение при Лингёре — морское сражение англо-датской войны 1807—1814 годов, состоявшееся 6 июля 1812 года у берегов Норвегии и закончившееся британской победой.

## Предыстория
Попытка Дании-Норвегии оставаться нейтральной в борьбе между Францией и Англией и их союзниками в начале XIX века была пресечена превентивными действиями военно-морских сил Англии в 1807 году, когда ими был захвачен весь датский флот. Англичане ввели блокаду на линия снабжения между Норвегией и Данией в проливе Скагеррак, кроме норвежских судов, перевозивших древесину в Великобританию. Блокада, изолировавшая Норвегию от Дании, стала катастрофой для экономики Норвегии. Основная часть экспорта была прекращена, а из Дании был пресечен импорт зерна. В итоге Норвегию охватил экономический кризис и голод.
Норвежцы предпочли ограничивать военные операции линией береговой обороны. Тем не менее, тот датско-норвежский флот, что остался после бомбардировки Копенгагена (1807), стремился разорвать блокаду. После нескольких лет стычек от этого флота остался лишь один крупный корабль — фрегат Najaden, который был построен в 1811 году и усилен орудиями, снятыми с судов, разбитых в предыдущих боях. Najaden находился под командованием датского морского офицера Ханса-Петера Хольма. Фрегат сопровождали бриги: Kiel (под командованием Отто-Фредерика Раша), Lolland и Samsøe.
В уничтожении Najaden англичане увидели возможность обеспечивать дальнейшее соблюдение блокады и не допустить восстановления датско-норвежской морской мощи. Поэтому они послали 64-пушечный линкор Dictator и три брига — 18-пушечный Calypso, 14-пушечный Podargus и 14-пушечный Flamer — для разгрома датчан.

## Планы сражения
Капитана Стюарта намеревался выследить Najaden и уничтожить его, тем самым дать Британии превосходство над торговыми путями через Скагеррак между Норвегией и Данией, а также эффективно закончить датское участие в наполеоновских войнах. В бою его усиленный линкор должен был легко победить фрегат. Как следствие, Стюарт, шотландец, известный в Королевском флоте как «Безумный Джим» («Mad Jim»), просто искал конфронтации.
Капитан Хольм же не собирался вступать в бой с английскими кораблями. Он собирался использовать своё превосходное знание местных вод, чтобы избежать преследования со стороны Стюарта. Группа датско-норвежских военно-морских сил в Норвегии собиралась использовать трудное для навигации, но слабо защищенное побережье Норвегии в качестве базы операций. В этом состояла и главная слабость датских позиций: в случае нападения превосходящих сил датско-норвежский флот мог быть заперт в смертельной ловушке в шхерах, откуда, с учетом отсутствия береговых укреплений, было бы невозможно выбраться.

## Боевые действия

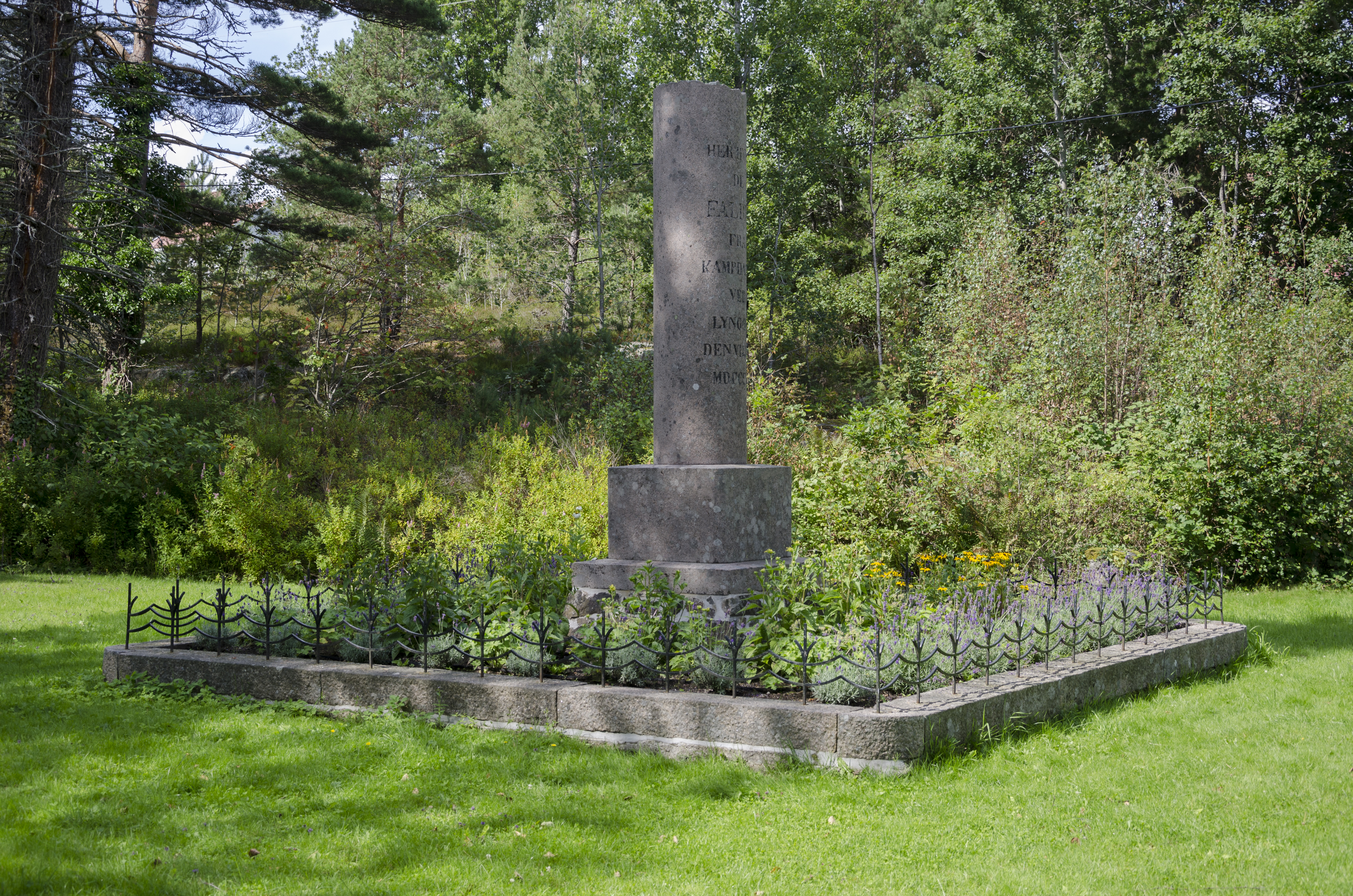

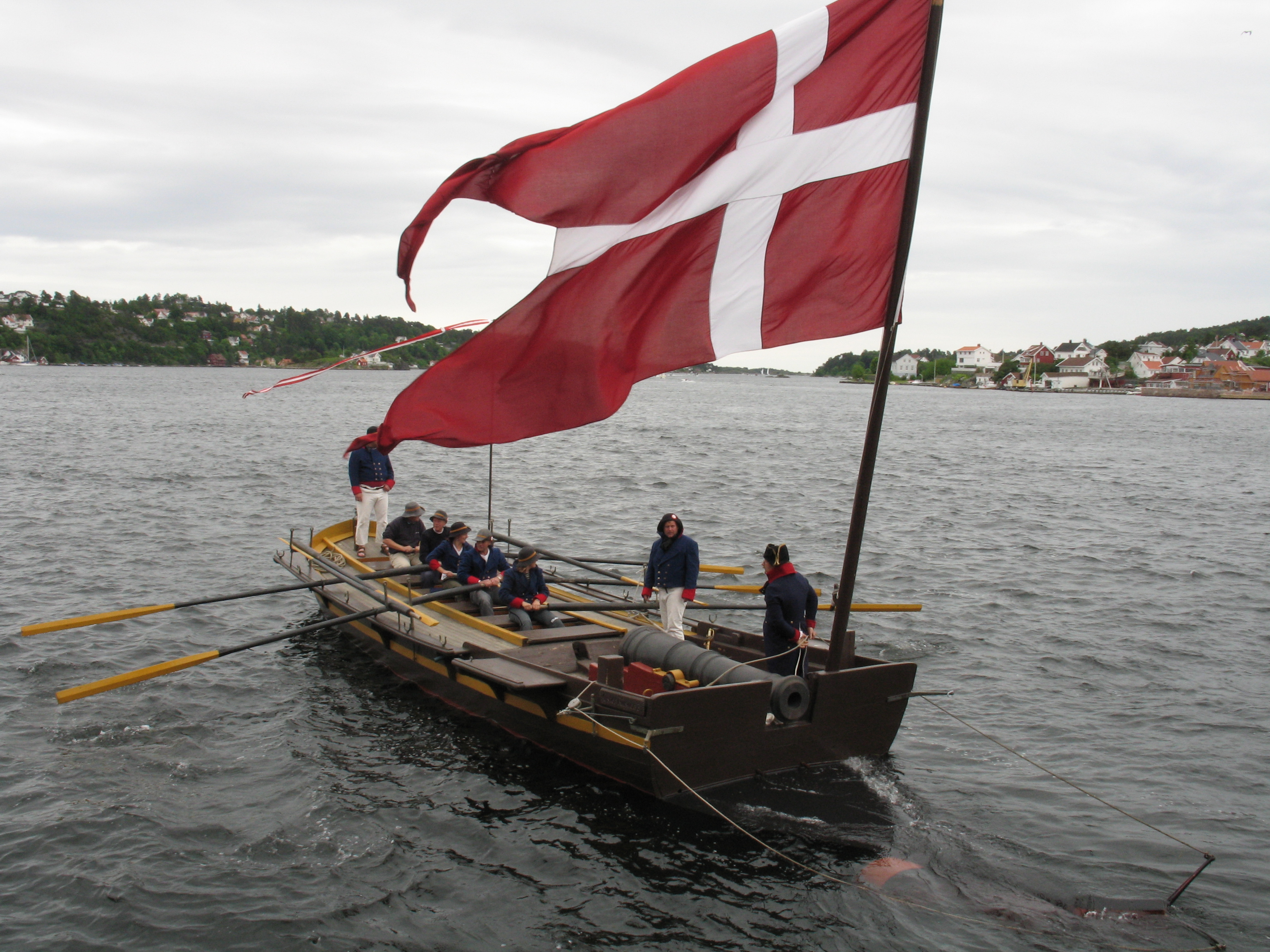

Najaden бросил якорь возле острова Сандёя близ Тведестранна, где датский капитан чувствовал себя в безопасности. Его расчет был на то, что ни один британский корабль не рискнул бы приблизиться к берегу незнакомого и скалистого архипелага. Он принял приглашение отобедать с капитаном Samsøe и даже сошел на берег на острове после обеда. С холма он увидел, что английские корабли находились внутри архипелага и направились в его сторону.
Бросившись обратно на свой флагман, Хольм приказал кораблям выдвинуться на северо-восток, в сторону Лингёра. Podargus находился в авангарде британской эскадры, по-видимому, со штурманом на борту, который был знаком с местными водами. Тем не менее, бриг сел на мель у Бускярстейнена, и Стюарт приказал Flamer остаться и помочь. Несколько небольших датских и норвежских канонерских лодок немедленно атаковали Podargus и Flamer. Кроме того, батарея Дигернеса на внешней стороне острова Боройя, в трех милях к юго-западу от Лингёра, также открыла огонь по двум британским бригам. Хотя Podargus и Flamer получили значительный ущерб, они в конечном итоге смогли воссоединиться с Dictator после того, как главная битва была закончена.
Najaden вошел в узкий пролив Лингёр, где он встал на якорь между Хольменом и Одденом, отправив большинство поддерживающих его судов против Podargus и Flamer. Капитан Holm предположил, что Dictator не сможет войти за ним в узкий пролив и что атака будет проводиться небольшими судами со стороны Хольмена, из-за чего он дал приказ развернуть фрегат для залпов в сторону Хольмена. Однако Стюарт дал приказ Dictator войти в пролив и развернуть линкор перпендикулярно ко входу в него. Najaden оказался заперт в проливе, существенно уступая Dictator в огневой мощи
.
Примерно в 9:30 вечера Dictator начал 15-минутный обстрел Najaden, израсходовав за это время 4 тонны боеприпасов. Огнём почти сразу же сломало грот-мачту Najaden, на корабле возник пожар, и датские бриги встали на якорь неподалеку и капитулировали. В течение 45 минут Najaden затонул, унеся с собой 133 матроса и офицера. Капитан Хольм выжил и оказался на берегу, но спустя несколько месяцев погиб в сражении.
Сражение возобновилось, когда норвежские канонерки из Лингёра атаковали Dictator. Лишь в 2 часа утра 7 июля Dictator покинул пролив, измотанный этими атаками. Англичане захватили Kiel и Lolland в качестве трофеев, но были вынуждены бросить их, когда те сели на мели. Англичане не стали их сжигать и оставили на борту датские экипажи вместе с ранеными.
Бой обошелся Dictator в 5 убитых и 24 раненых, Calypso — в 3 убитых, 1 раненого и 2 пропавших без вести, Flamer — в 1 убитого и 1 раненого. Датчане признали потерю 300 человек убитыми и ранеными. Командующие Calypso и Podargus Уэйр и Робильяр в декабре того же года были повышены в звании. В 1847 году оставшиеся в живых участники сражения получили от британского адмиралтейства Морскую медаль.

## Последствия
Сражение при Лингёре фактически прекратило участие Дании в наполеоновских войнах. В Кильском договоре Дания уступила владычество над Норвегией, подготовив тем самым почву для движения за независимость Норвегии, которая, наконец, была достигнута в 1905 году. Сражение также освободило британские военно-морские ресурсы для борьбы с военно-морским флотом Франции в наполеоновских войнах.